# زنان در تکنولوژی بین المللی
زنان در فناوری بین‌المللی (WITI) یک سازمان غیردولتی است که دستاوردهای زنان در فناوری ترویج می‌کند و حمایت، فرصت‌ها و الهام‌بخشی را گسترش می‌دهد. این شبکه توسط کارولین لیتون در سال ۱۹۸۹ به عنوان شبکه بین المللی زنان در فناوری تأسیس شد. این انجمن در سال ۲۰۰۱ به انجمن حرفه ای WITI تغییر نام داد، زمانی که به عنوان یک انجمن تجاری برای زنان در فناوری عمل کرد.
این شرکت به خاطر تولید تالار مشاهیر بین‌المللی زنان در فناوری، که زنانی را معرفی می‌کند که سهم قابل توجهی در فناوری داشته‌اند، شناخته شده‌است.
این گروه در سال ۱۹۸۹ از یک گروه ایمیل شروع شد، تا سال ۲۰۱۲ این گروه به ۲ میلیون نفر افزایش یافت و به یک سازمان پیشرو برای زنان در فناوری تبدیل شد. کنفرانس ۲۵ سالهWITI 2014 روشن شدن! شامل سخنرانانی مانند گوین شاتول، رئیس و مدیر عملیاتی اسپیس ایکس بود. در سال ۲۰۱۷، فناوری‌های رندستاد شراکتی با WITI برای رسیدگی به گروه‌های دارای نمایندگی جنسیتی در محل کار و تشویق دختران و زنان به دنبال آموزش فناوری و مشاغل اعلام کرد.

## زنان تأثیرگذار در ۲۰۲۱

### جایزه یک عمر دستاورد
کارآفرین اجتماعی از سال ۲۰۱۵ و کارآفرین فناوری از سال ۱۹۹۹. مونیکا در حال حاضر مدیر اجرایی Kodea است، یک شرکت اجتماعی که مأموریت آن توانمندسازی دیجیتالی ساکنان شیلی، ترویج توسعه فناوری فراگیرتر و دموکراتیک کردن دانش علمی-دیجیتال است. ذینفعان خود را به صورت دیجیتالی توانمند کند و آنها را به فرصت‌هایی که عصر دیجیتال ارائه می‌دهد نزدیکتر کند. او به شدت برای ترویج بازآموزی شغلی دیجیتال، سواد تکنولوژیکی و آموزش مدرسه ای که علوم کامپیوتر را در کلاس درس ادغام می‌کند، کار کرده‌است.
مونیکا با دیدگاه خود مبنی بر اینکه شیلی و آمریکای لاتین از اهمیت آموزش استعدادها برای دنیای دیجیتال به روشی گسترده و دسترسی دموکراتیک به مهارت‌های دیجیتالی سطح بالاتر آگاه می‌شوند، بزرگترین کمپین آموزش دیجیتال در جهان ساعت کد را به شیلی آورد. Code.org) و با بنیاد kodea چندین ابتکار در جهت آموزش توسعه داده‌است، مانند جایزه استعداد دیجیتال مدرسه Los سازندگان، آموزش تفکر محاسباتی ۶۰۰۰ معلم، EduK، ایده دیجیتال. همچنین؛ برنامه نویسان زن، استعدادهای دیجیتال برای شیلی و کارآفرینان مرتبط و پلت فرم شهروندی صدای ما. برنامه‌های او به بیش از ۱٫۵ میلیون نفر اجازه داده‌است تا مهارت‌های خود را برای قرن ۲۱ توسعه دهند و همچنین به خانواده و جامعه خود دسترسی پیدا کنند.
او در سال ۲۰۱۵ جایزه زنان شلیکت در TIC و در سال ۲۰۱۶ جایزه صادرات خدمات (sofofa و وزارت دارایی) را دریافت کرد. او به عنوان بخشی از ۱۰۰ زن رهبر شیلی جایزه دریافت کرد و یک برند سفیر شیلی بود.